# Langkuru Utara
Langkuru Utara is een bestuurslaag in het regentschap Alor van de provincie Oost-Nusa Tenggara, Indonesië. Langkuru Utara telt 936 inwoners (volkstelling 2010).